# Прощайте, месье Гаффманн
«Прощайте, месье Гаффманн» (фр. Adieu monsieur Haffmann) — французький фільм Фреда Каває 2022 року. Адаптація однойменної п’єси Жана-Філіпа Дагерра.

## Зміст
Париж, літо 1941 року. В окупованій зоні посилюються переслідування євреїв режимом Віші. Джозеф Гаффманн, єврей ювелір, змушує свою дружину та трьох дітей виїхати з Парижа до неокупованої зони після того, як помітив, що на стіні його магазину приклеєно плакат із префектури Сени, який вказує на перепис усіх євреїв, які проживають в цьому районі терміном до 20 серпня 1941 року. Сам залишається в місті для вирішення питання своєї крамниці, яку він сподівається повернути після закінчення війни. 
Гаффманн пропонує угоду своєму найманому співробітнику Франсуа Мерсьє, якого знає дуже поверхнево. Він пропонує Мерсьє, щоб той став фіктивним власником його ювелірної крамниці, якою він керуватиме під час окупації, та яку Гаффманн поверне собі після війни. В обмін на це Мерсьє та його дружина можуть переїхати до помешкання Гаффманнів над ювелірною крамницею, натомість Джозеф сприятиме Мерсьє відкрити власної крамниці. Мерсьє погоджується та стає власником. Однак Гаффманнові не вдається покинути Париж, і він змушений шукати притулок у підвалі власного крамниці, яка йому більше не належить. З плином часу відносини між Гаффманном та Мерсьє поступово погіршуються.

## Актори
- Данієль Отей — Жозеф Гаффман, єврейський ювелір
- Жиль Лелуш — Франсуа Мерсьє
- Сара Жиродо — Бланш Мерсьє
- Ніколай Кінскі — командир Юнґер
- Матильда Біссон — Сюзанна, подруга Юнґера
- Анн Косенс — Ханна Гаффманн
- Нема Мерсьє — Дора Мерсьє
- Тьяго Коельо — Моріс Гаффман
- Алессандро Ланчіано — Андре Гаффман
- Жером Кашон — офіцер цивільної поліції
- Гійом Марке — арештант поліцейського
- Йоанн Бланк — м'ясник-контрабандист
- П'єр Форест — лікар
- Клодетт Вокер — місіс Розенберг
- П'єр Реджані — містер Розенберг